# Robert Franklyn Overmyer
Robert Franklyn Overmyer (Lorain, Ohio, 1936. július 14.–Duluth, Minnesota, 1996. március 22.) amerikai tesztpilóta, űrhajós, a haditengerészet ezredese.

## Életpálya
1958-ban a Bachelor of Science keretében fizikából szerzett diplomát. A légierő kiképző bázisán 1959-ben szerzett pilótaigazolványt. 1964-ben a Haditengerészeti Légiforgalmi Egyetemén szerzett repülőmérnöki oklevelet. Egy évet Japánban szolgált. Kaliforniában tesztpilóta kiképzésben részesült, elsajátította a légi balesetek kivizsgálásának módszerét. Több mint 7500 órát (repülő, űrrepülő) töltött a levegőben.
1966-ban az amerikai légierő (USAF) második Manned Orbiting Laboratory (MOL) űrállomás-programjának résztvevője. 1969-ben a program megszüntetésekor a NASA állományába vette.
1966. június 30-tól részesült űrhajóskiképzésben a Lyndon B. Johnson Űrközpontban. Támogató (problémamegoldó, tanácsadó) csoport tagjaként részt vett az Apollo–17, a Szojuz–Apollo-programban. A Jurij Gagarin Űrhajóskiképző Központban részesült kiképzésben. 1976-ban Space Shuttle megközelítési és leszállási tesztjeit értékelte.
Két űrszolgálata alatt összesen 12 napot, 2 órát és 22 percet (12,10 nap) töltött a világűrben. Űrhajós pályafutását 1986 júniusában fejezte be.
Egy Cirrus VK-30 prototípus repülőgép tesztelése alkalmával légi-balesetet szenvedett.

## Űrrepülések
- STS–5, a Columbia űrrepülőgép 5. repülésének pilótája. Feladata volt a kereskedelmi műholdak pályára állítása, illetve a meghatározott kutatási, kísérleti program teljesítése. Az első operatív (gyakorlatias, hatékony) űrszolgálat. Első űrszolgálata alatt összesen 5 napot, 2 órát, 14 percet és 26 másodpercet (122 óra) töltött a világűrben. 3 397 082 kilométert repült, 81 alkalommal kerülte meg a Földet.
- STS–51–B, a Challenger űrrepülőgép 7 repülésének parancsnoka. A raktérben 2. alkalommal felvitt Spacelab–1 mikrogravitációs laboratóriumban végzetek fizikai, biológiai, csillagászati, technológiai és egyéb kísérleteket. Második űrszolgálatán összesen 7 napot, 00 órát és 8 percet töltött a világűrben. 4 651 621 kilométert repült, 111 alkalommal kerülte meg a Földet.